# Magnisudis
Magnisudis es un género de peces de la familia Paralepididae, del orden Aulopiformes. Este género marino fue descrito científicamente en 1953 por Robert Rees Rofen.

## Especies
Especies reconocidas del género:
- Magnisudis atlantica (Krøyer, 1868)
- Magnisudis indica (Ege, 1953)
- Magnisudis prionosa (Rofen, 1963)